# نيكي رايزر
نيكي رايزر (بالإنجليزية: Niki Reiser)‏ (و. 1958 – م) هو ملحن من سويسرا. ولد في شافهاوزن.

## التعليم
تعلم في كلية باركلي للموسيقى.

## وصلات خارجية
- نيكي رايزر على موقع IMDb (الإنجليزية)
- نيكي رايزر على موقع ألو سيني (الفرنسية)
- نيكي رايزر على موقع ميوزك برينز (الإنجليزية)
- نيكي رايزر على موقع قاعدة بيانات الأفلام السويدية (السويدية)
- نيكي رايزر على موقع ديسكوغز (الإنجليزية)
- نيكي رايزر على موقع قاعدة بيانات الفيلم (الإنجليزية)
- نيكي رايزر على موقع كينوبويسك (الروسية)